# أوبل زافيرا
أوبل ظفيرة (بالإنجليزية: Opel Zafira)‏ هي سيارة بسبع مقاعد من صناعة أوبل أنتجت في 1999.